# Colin Rösler
Colin Rösler (* 22. April 2000 in Berlin) ist ein deutsch-norwegischer Fußballspieler. Der Innenverteidiger steht beim schwedischen Erstligisten Malmö FF unter Vertrag und lief bisher sowohl für norwegische als auch englische Nachwuchsnationalmannschaften auf.

## Karriere

### Verein

#### Kindheit und Jugend in Deutschland, Norwegen und England (bis 2019)
Die Mutter von Colin Rösler stammt aus Norwegen, sein Vater Uwe ist Deutscher und ein ehemaliger Fußballspieler. Colin wurde in Berlin geboren, als sein Vater beim seinerzeitigen Zweitligisten Tennis Borussia Berlin unter Vertrag stand. Nach dem Wechsel seines Vaters nach England zum FC Southampton, einem Klub aus der Hafenstadt Southampton an der englischen Südküste, trat Colin Rösler der Fußballschule der Saints bei, bevor Vater Uwe – nach einem Umweg in Deutschland bei der SpVgg Unterhaching – sich Lillestrøm SK in Norwegen anschloss. In Norwegen trat Colin Rösler der Jugend von Viking Stavanger bei. Ebenjener Klub wurde von 2007 bis 2009 von Uwe Rösler trainiert. Im Jahr 2010 ging Colin mitsamt Familie, allerdings ohne seinen Vater, der bis Ende des Jahres Molde FK trainierte und dann seiner Familie nachfolgte, nach England zurück, wo er nun in der Fußballschule von Manchester City spielte.

#### Erste Profischritte bei NAC Breda (2019 bis 2021)
In der Sommerpause 2019 erhielt Colin Rösler in den Niederlanden beim Zweitligisten NAC Breda seinen ersten Profivertrag, der eine Laufzeit von drei Jahren hatte. Das Ligaspiel am 30. August 2019 beim FC Volendam, welches NAC mit 1:2 verlor, war gleichbedeutend mit seinem Profidebüt. Rösler konnte sich in Breda in seinem ersten Jahr nicht nachhaltig durchsetzen und kam zu lediglich elf Einsätzen. In seiner zweiten Spielzeit bei NAC kam er dann regelmäßiger zum Einsatz und war dabei häufiger in der Startelf vorzufinden. Am 28. März 2021 erzielte Colin Rösler beim 3:1-Sieg gegen BV De Graafschap mit dem Treffer zum 2:1 sein erstes Tor für seinen Verein. In der Hinrunde der Saison 2021/22 saß er dann häufiger auf der Ersatzbank und deshalb war es naheliegend, dass er einen Vereinswechsel vollzog.

#### Über Norwegen nach Schweden (seit 2022)
Rösler ging nach Norwegen zum Ex-Klub seines Vaters aus Lillestrøm, wo er einen Vertrag bis zur Saison 2024 erhielt. Er konnte sich allerdings dort nicht durchsetzen und kam in der Eliteserie zu lediglich 14 Spielen. Zudem kam Colin Rösler zu drei Spielen lediglich für die Reservemannschaft. Er löste daher seinen Vertrag zum Ende des Jahres 2022 auf. Rösler wechselte daraufhin nach Schweden zu Mjällby AIF, wo er auf Anhieb als Innenverteidiger Stammspieler wurde. Am 14. Mai 2023 erzielte er mit einem Kopfball im Ligaspiel gegen IK Sirius mit dem Tor zum 3:0-Endstand sein erstes Tor für seinen neuen Verein. Mit Mjallby AIF erreichte Colin Rösler das Finale im schwedischen Pokal, wo man jedoch mit 1:4 gegen BK Häcken verlor. Er blieb seinem Verein treu und war weiterhin eine Stütze in der Defensive des Vereins aus Mjällby, einem kleinen Ort in Südschweden. Rösler wechselte im August 2024 jedoch zu Malmö FF, wo er einen Dreieinhalbjahresvertrag unterzeichnete. Auch im 130 Kilometer entfernten Malmö war er sofort erste Wahl und wurde mit seinem Verein schwedischer Meister.

### Nationalmannschaft
Colin Rösler spielte für die englische U16-Nationalmannschaft, war aber hauptsächlich für norwegische Nachwuchsnationalteams aktiv und nahm mit der U17 der Skandinavier an der Europameisterschaft 2017 in Kroatien teil. Mit der U21-Nationalmannschaft Norwegens nahm er 2023 an der Europameisterschaft 2023 in Georgien und Rumänien teil, jedoch schied Norwegen – genau wie bei der U17-EM 2017 – in der Vorrunde aus.
Am 17. November 2024 gab Rösler beim 5:0-Sieg in Oslo im Nations-League-Spiel gegen Kasachstan sein Debüt für die A-Nationalmannschaft der Norweger.